# Orden al Mérito por la Patria
La Orden al Mérito por la Patria (en ruso: Орден «За заслуги перед Отечеством»: Орден «За заслуги перед Отечеством») es una condecoración estatal de la Federación Rusa. Fue creada el 2 de marzo de 1994 por orden del Decreto Presidencial número 442.  Hasta el re-establecimiento de la Orden de San Andrés en 1998, esta era la orden más alta de la Federación Rusa, aunque todavía sigue siendo la condecoración civil más elevada del Estado. La condecoración de la Orden de San Andrés solo se concede al personal militar. El estatuto de la orden se modificó el 6 de enero de 1999 por orden del Decreto Presidencial número 19, y otra vez el 7 de septiembre de 2010 por orden del Decreto Presidencial número 1099.

## Estatuto de la Orden
La Orden al Mérito por la Patria es una orden mixta civil y militar creada en cuatro clases. Se la otorga por sus sobresalientes contribuciones al Estado, asociada con el desarrollo de la condición del Estado de Rusia, con avances en el trabajo, la paz, la amistad y la cooperación entre naciones, o por su significativa contribución a la defensa de la Patria.
La más alta de las cuatro clases es la Orden I clase, la más baja la Orden IV clase. Estas clases están otorgadas secuencialmente de la IV a la I clase. Las personas galardonadas con la Orden de Servicios a la Patria de IV clase tiene que ya haber sido otorgada otra Orden de la Federación Rusa y la Medalla del Orden de Servicio a la Patria de I clase. Por servicios especialmente meritorios al Estado, la de IV clase puede ser conferida sin premio anterior como Héroe de la Federación Rusa", "Héroe de la Unión Soviética" o "Héroe del Trabajo Socialista", así como si anteriormente se otorgase la Orden de St. George, Orden de Alexander Nevsky, Orden de Suvorov, Orden de Ushakov, Orden de Zhukov, Orden de Kutuzov, Orden de Najímov,  Orden de Valor, o a quién se le otorgó un título honorario de la Federación Rusa. En casos excepcionales, el Presidente de la Federación Rusa puede decidir otorgar esta Orden a personas no anteriormente galardonada con premios estatales otorgados de la Federación Rusa.
Los soldados que reciban esta orden por distinción en combate recibiran la orden con espadas. A pesar de que anteriormente se otorgaba a dignitarios extranjeros y a jefes de Estado como al presidente francés Jacques Chirac, el decreto de 2010, abolió esa práctica, de manera que los ciudadanos de la Federación Rusa son los únicos posibles receptores de la orden.

## Descripción
La Orden tiene un collar y cuatro clases. El collar es la insignia única del Presidente de la Federación rusa. Las cuatro clases del Orden son individualmente identificados por la medida y manera de llevar las dos insignias principal de la Orden, la cruz y la estrella.

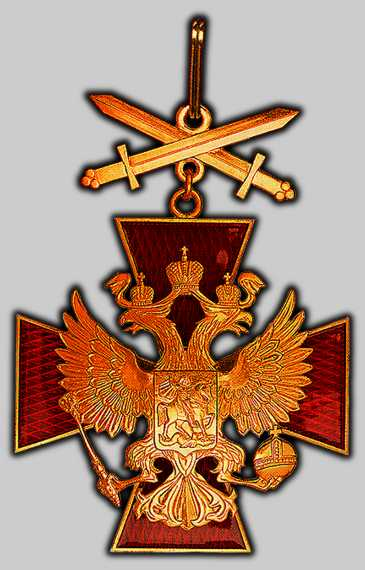
Cruz con Espadas

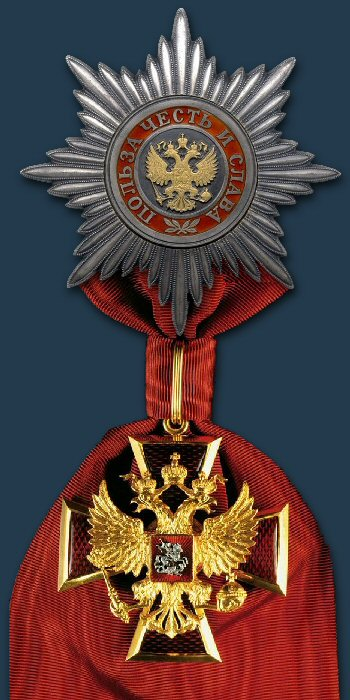
Orden 1ª Clase
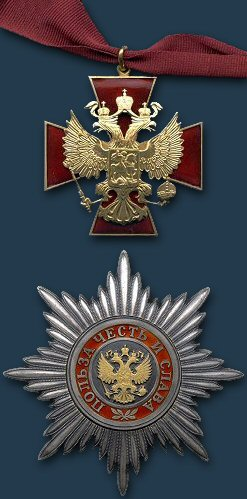
Orden IIª Clase
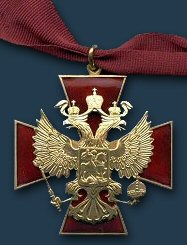
Orden IIIª Clase
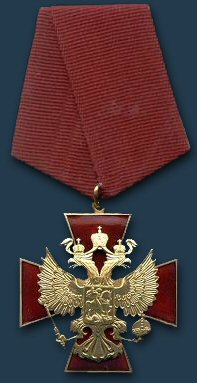
Orden IVª Clase